# دراژوویتسه (ناحیه کلاتووی)
دراژوویتسه (به چکی: Dražovice) یک منطقهٔ مسکونی در جمهوری چک است که در ناحیه کلاتووی واقع شده‌است. دراژوویتسه ۵٫۵۲ کیلومتر مربع مساحت و ۱۵۸ نفر جمعیت دارد و ۴۸۳ متر بالاتر از سطح دریا واقع شده‌است.